# Cimetière militaire de Rome
Le cimetière militaire de Rome (en anglais Rome War Cemetery) ( italien : cimitero militare di Roma)  est un mémorial de guerre qui abrite les restes des soldats du Commonwealth tombés à Rome pendant la Seconde Guerre mondiale. 
Fondé en 1947, il est situé dans le quartier du Testaccio, via Nicola Zabaglia, à côté du Mur d'Aurélien et non loin du cimetière anglais non catholique préexistant. 

## Histoire
Il a été construit, comme une cinquantaine d'autres structures similaires en Italie, par la Commission des sépultures de guerre du Commonwealth, qui en assure toujours la gestion et l'entretien, sur un projet de l'architecte Louis de Soissons. La propriété des anciennes "prairies du peuple romain" qui s'étend entre le mont Testaccio et les murs d'Aurélien a été consacrée à sa construction - qui a commencé peu après la fin de la guerre - à l'ombre de laquelle la pelouse contenant 426 sépultures a été créée. Initialement dédié aux membres de la garnison stationnée à Rome, des cadavres de la province y ont été reçus par la suite, ainsi que d'autres aviateurs et de soldats morts en captivité (1939-1945). 

## Description
L'endroit est très serein, à l'abri des bruits de la circulation toute proche. Il ressemble à un vaste jardin ombragé de pins, très bien entretenu, auquel on accède par un vestibule circulaire couvert mais ouvert qui abrite une urne en bronze contenant les noms des soldats tombés qui sont présents ici. Il n'y a pas de mur pour séparer le cimetière du monde extérieur, seulement une rambarde légère. 
Les tombeaux, alignés le long des murs, à gauche, sont marqués par des plaques verticales portant les dates et lieux de naissance et de décès du défunt, les armoiries de l'entité militaire à laquelle ils appartiennent et, dans certains cas, une devise ou une pensée. Au centre des rangées se trouve la pierre du souvenir, devant l'entrée, et, au bout de l'avenue, une grande croix de pierre. 

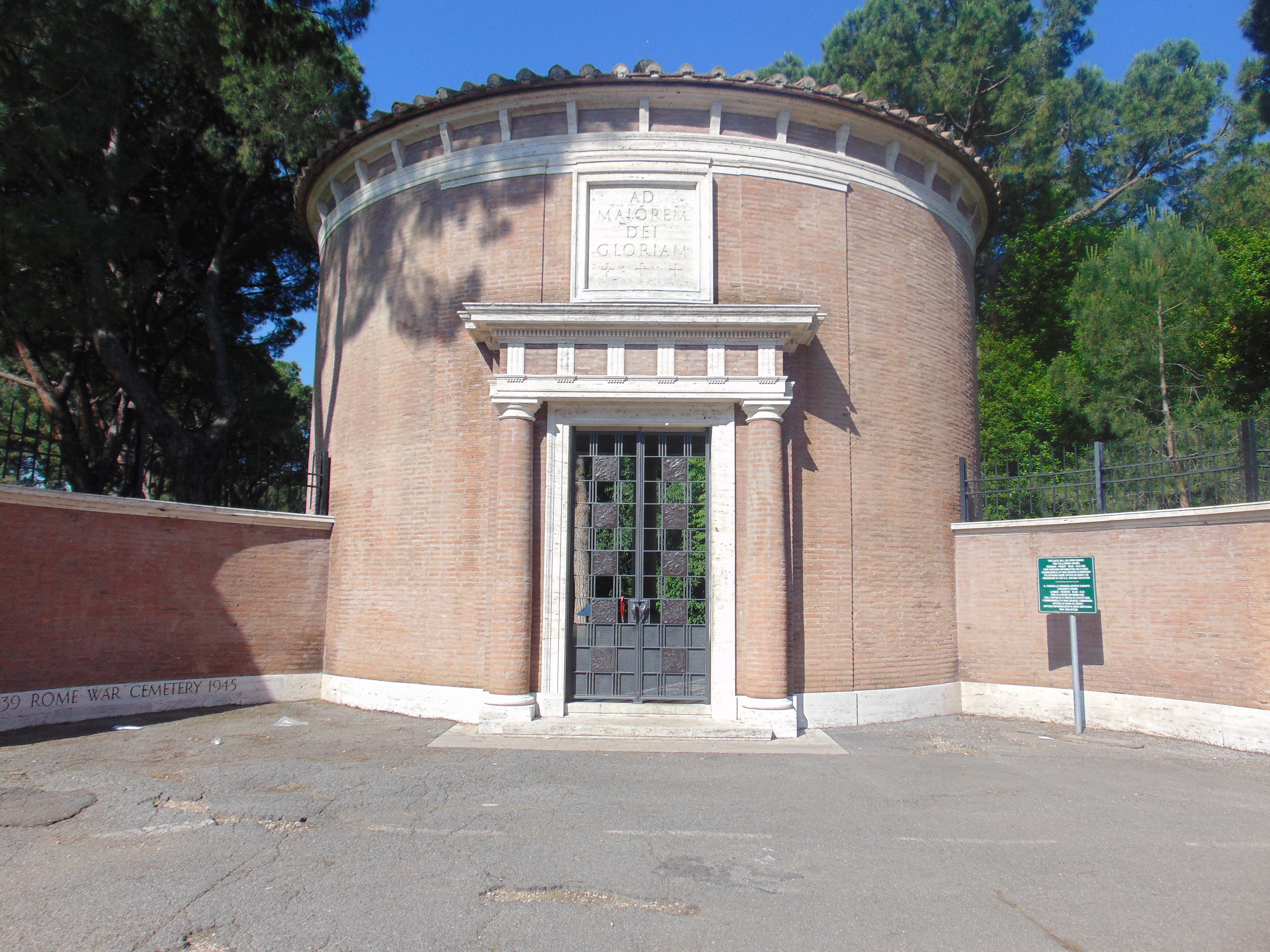
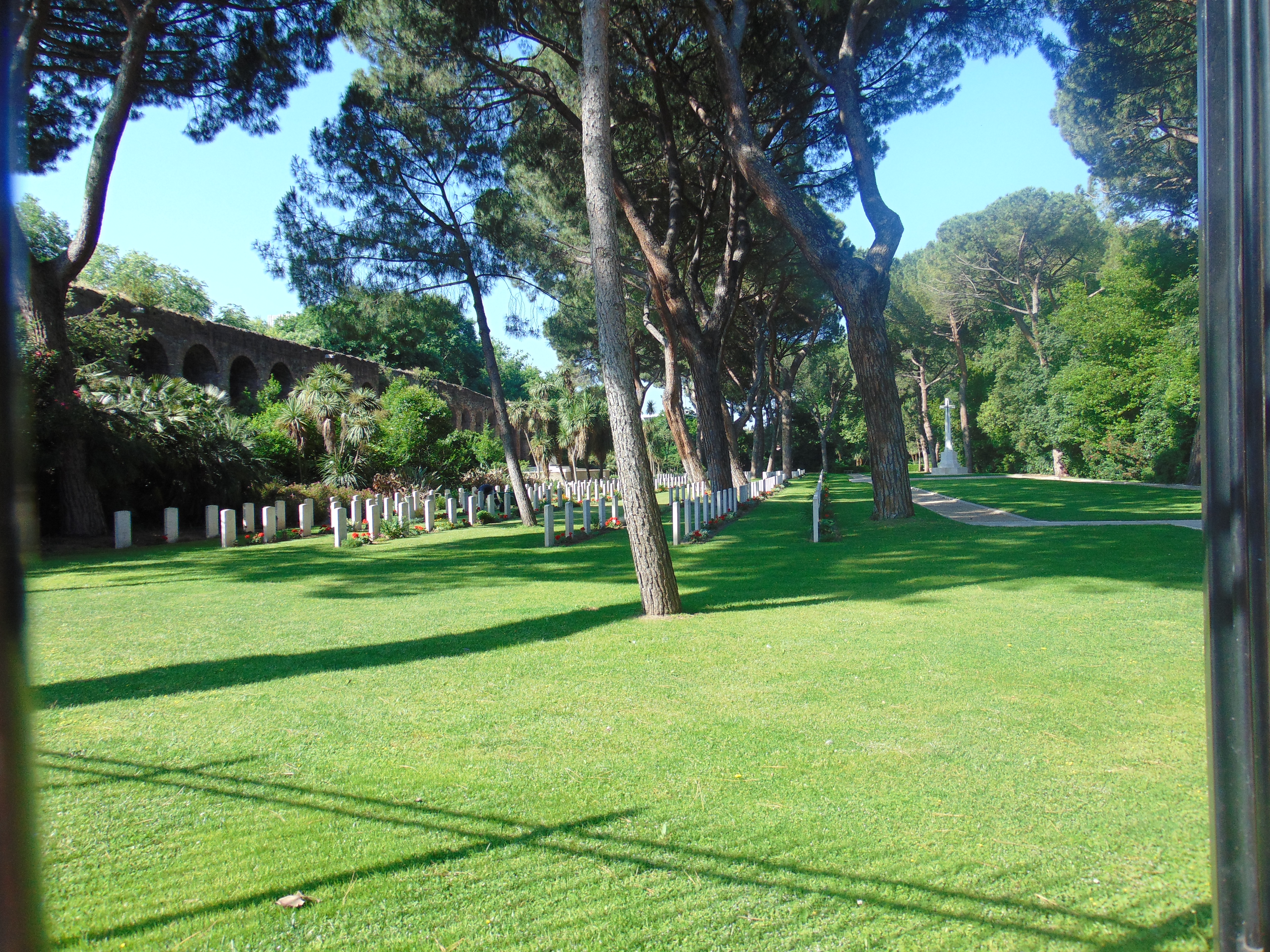
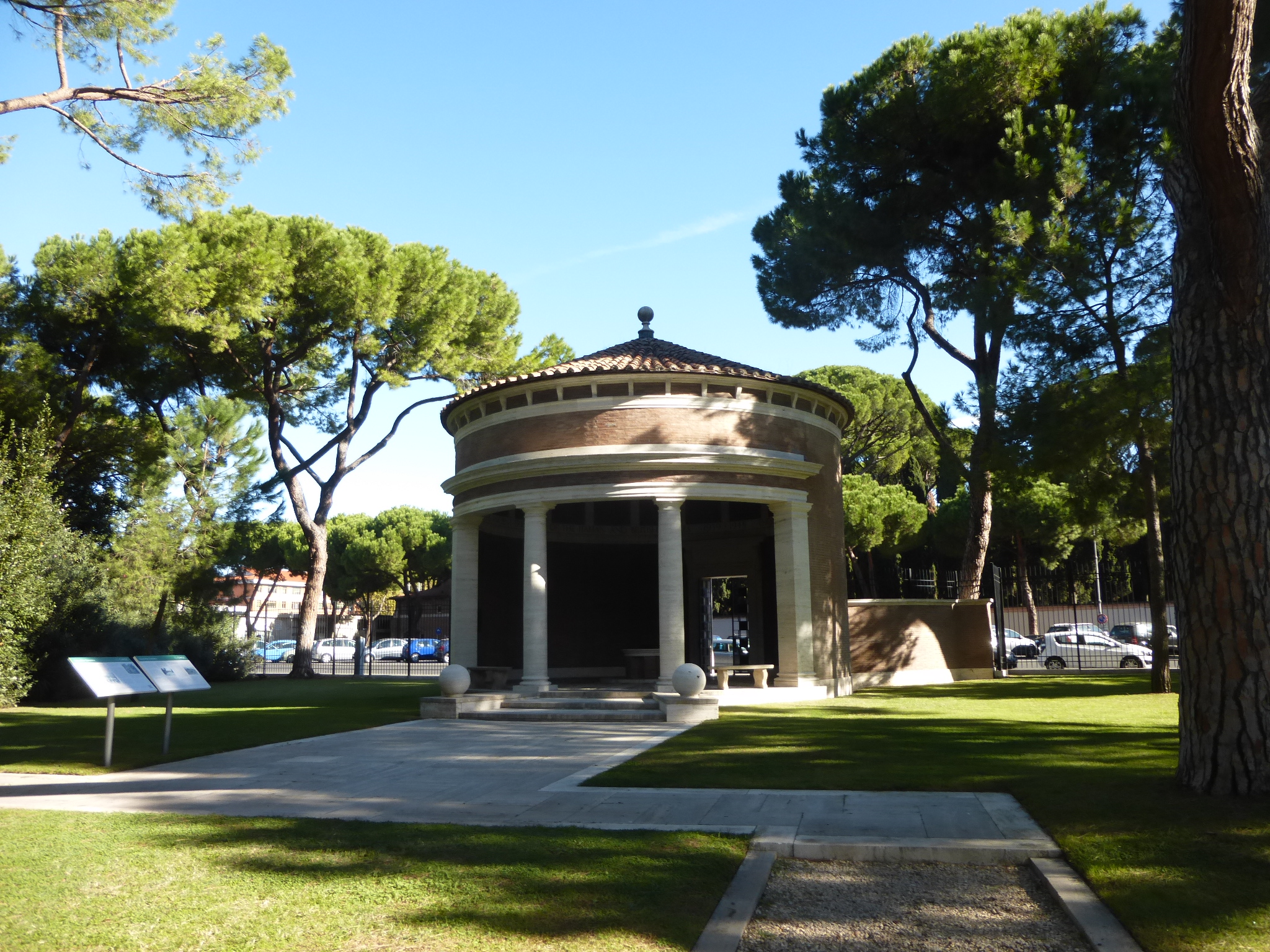
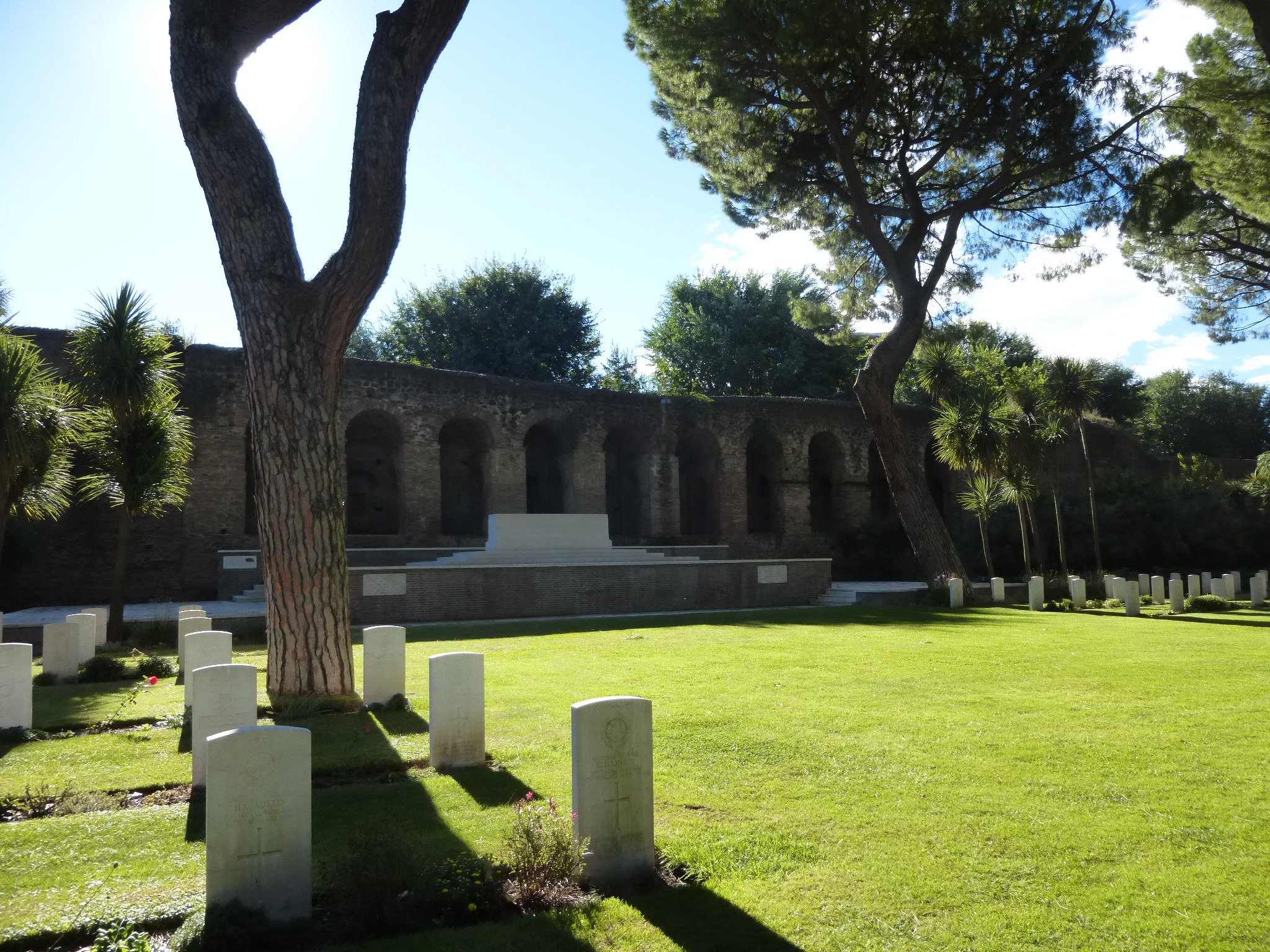
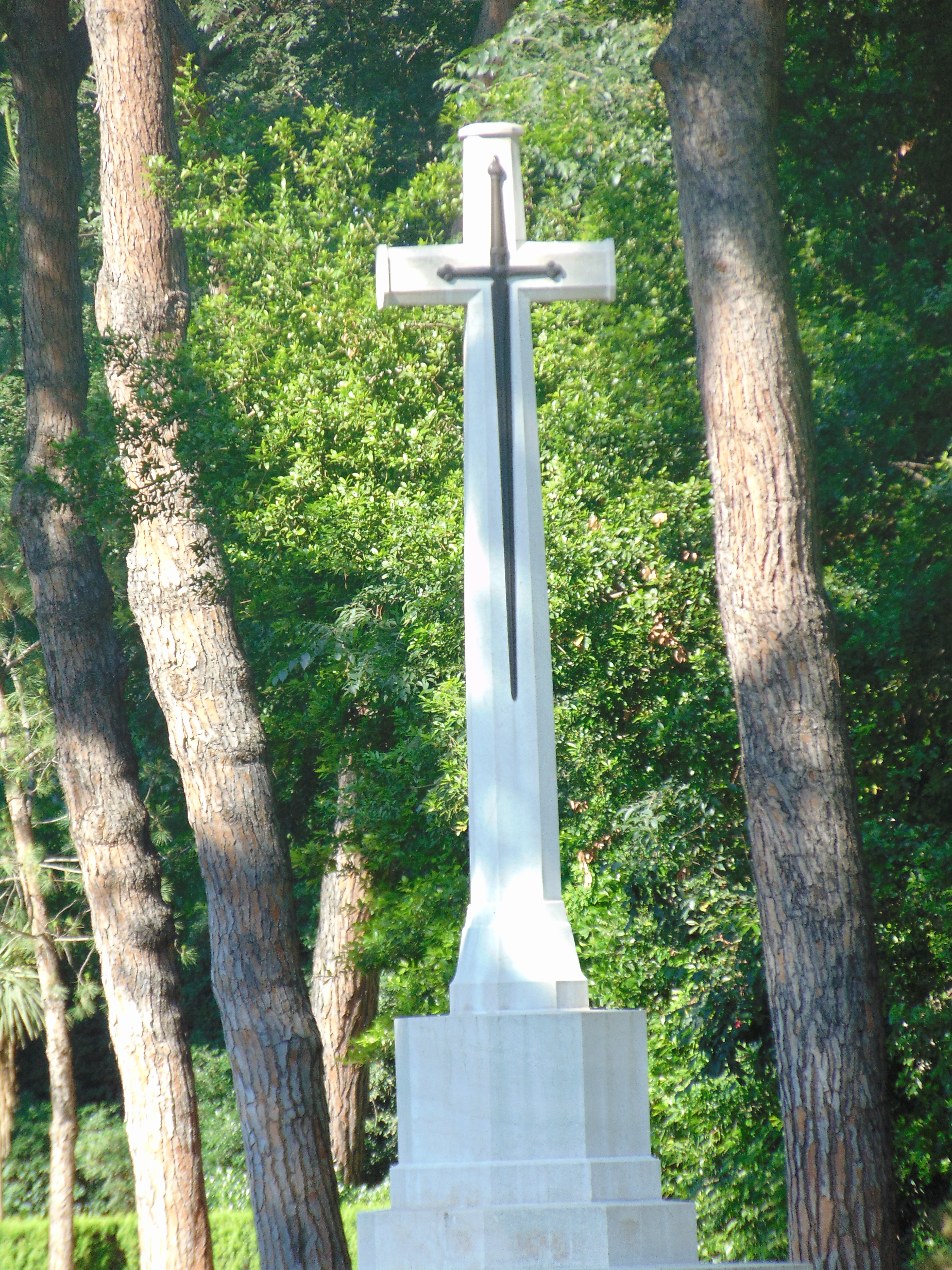

## Articles associés
- Cimetière militaire